# Festival de Teatro Ciudad de Itagüí
El  Festival de Teatro Ciudad de Itagüí es un evento cultural  de la ciudad de Itagüí - Colombia  donde se presentan obras de teatro de todo el país. 

## Historia
El Festival comenzó en el año de 1992 en la ciudad de Itagüí. En el año de 1998 por primera vez se presenta un grupo teatral de Francia cambiando el carácter nacional que llevaba el evento.  En el año 2003 participa un grupo teatral de Italia. En el año 2011 el gobierno municipal anuncia nueva inversión en el evento convocando a los grupos de teatro más importantes del país. 

## Teatros sede
Desde un principio el teatro sede principal ha sido el Teatro del Sur, ya en el año 1998 se habilitó el Teatro Norte para realizar presentaciones conjuntas, lo que permitió una mayor participación y más presentaciones al tener dos teatros activos en el festival. 

## Recepción
El Festival desde su inicio ha tenido buena recepción por parte de la ciudad de Itagüí y también ha tenido buena recepción por parte del Valle de Aburrá.  Es considerado uno de los festivales de teatro más importantes del Área Metropolitana.